# Krokom
Krokom ( PRONÚNCIA) é uma pequena cidade da província histórica de Jämtland.
Está situada a 20 km da cidade de Östersund, na margem nordeste do lago Storsjön.
Tem 1 921 habitantes (2018)
e é a sede do município de Krokom, no condado de Jämtland, situado no norte da Suécia.
É atravessada pela estrada europeia E14 e pela ferrovia Linha do Interior, ligando Sundsvall a Trondheim (Noruega).